# Yuri Stepanov (atleta)
Yuri Nikolaevich Stepanov (em russo:  Юрий Николаевич Степанов; São Petersburgo, 30 de agosto de 1932 - São Petersburgo, 13 de setembro de 1963) foi um atleta soviético do atletismo, especialista no salto em altura e no salto em distância. Em 13 de julho de 1957, ele estabeleceu um novo recorde mundial no salto em altura, com 2,16 m, quebrando o domínio de 44 anos de atletas americanos neste evento. Ainda no salto em altura, Stepanov ganhou o título soviético em 1954 e 1958 e terminou em segundo em 1953 e 1957.
Stepanov começou a treinar no salto em altura em 1950, aos 17 anos, e em 1954 teve um melhor pessoal em 1,98 m. Paralelamente, ele competiu no salto em distância e, em 1956, venceu uma competição nacional ao alcançar a distância de 7,43 m. Com isso, ele foi selecionado para as Olimpíadas de 1956, mas foi substituído devido a uma lesão na perna. Ele foi o medalhista de ouro nos Jogos Universitários Mundiais de 1957 e no Festival Mundial de Jovens e Estudantes. Ele competiu duas vezes no Campeonato Europeu de Atletismo , terminando em quinto em 1954 e sexto em 1958.
Em 1957, ele estabeleceu um recorde mundial em um encontro atlético de Leningrado-Helsinque. Uma fotografia tirada durante o evento mostrou que Stepanov usava sapatos com solas porosas grossas que agiam como um trampolim. Embora não fosse proibido pelas regras, o uso de tais sapatos foi criticado pela mídia estrangeira, mas defendido pelos soviéticos, que alegaram que a sola grossa foi adicionada apenas para reduzir o risco de ferimentos. Após esse evento, a espessura da sola foi limitada a 12 mm pela IAAF. Como resultado da atenção excessiva da mídia à validade de seus resultados, por volta de 1959, Stepanov desenvolveu uma depressão que resultou em sua hospitalização em 1959, alcoolismo, divórcio em 1961 e suicídio em 1963.